# Антоновка золотой монах
«Антоновка золотой монах» — стаканчатая разновидность антоновки, распространившаяся из садов села Ивны Обоянского уезда Курской губернии. В советское время сорт изучен на Крымской помологической станции ВИР.

## Происхождение и статус
По свидетельству М. В. Рытова (1846—1920), в селе Ивны имеется одно громадное, очень плодородное дерево, посаженное В. Н. Карамзиным, но неизвестно откуда приобретенное. Надо полагать, что своё странное название этот сорт получил как по жёлтой окраске, так и по длинной, вытянутой форме плодов, как бы напоминающей высокие бутылки в просторечии называемые монахами.
«Антоновка золотой монах» реализовывалась питомником Клейнмихеля. В советское время на Украине «Антоновка золотой монах» более двадцати лет находилась на госсортоиспытании.
Трудность определения сортов, особенности одного и того же сорта при его выращивании в различных регионах и на различных подвоях приводят к тому, что под названием «Антоновка золотой монах» может выращиваться всё что угодно. Так на Орловской плодово-ягодной опытной станции два её образца «имели слишком мало общего с „Антоновкой обыкновенной“» и «между собой не имели ничего общего».

## Биологическое описание
Дерево довольно сильнорослое, с раскидистой кроной. В пору плодоношения вступает в 7—8 лет. От цветения до съёмной зрелости плодов проходит всею 90 дней. Урожайность до 170 кг с 19-летнего дерева.
Плод крупный (средняя масса 140 г, максимальная — 167 г), ребристый, высоко построенный, усечённо-конической формы; на дереве держится плотно. Блюдце очень просторное, глубокое, ребристое; чашечка то открытая, то полузакрытая. Плодоножка короткая, толстая с раструбами у обоих концов и не выступает за пределы очень вместительной и глубокой воронки, выстланной лучистым слоем ржавчины. Кожица душистая, на ощупь слабожирная и шероховатая, плотная, желтоватая в белых точках, рассеянных по всей поверхности плода. Мякоть довольно нежная, мелкозернистая, сочная, виннокислая.
Химический состав плодов: сухих веществ 15,01 %, сахаров 9,48 %, кислот 0,60 %, аскорбиновой кислоты 6,40 мг/1 00 г. На юге съёмная зрелость плодов наступает в первой половине августа, хранить их можно 3—4 недели. Плоды перед съёмом сильно осыпаются. В средней полосе съёмная зрелость наступает в конце сентября, период их хранения длится до февраля.